# Japanese Whispers

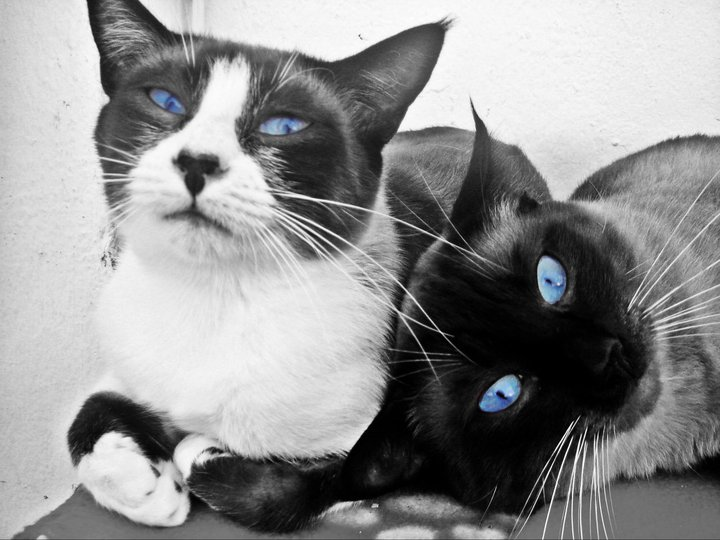
Robert Smith se inspiró en la película de animación Los aristogatos de Walt Disney Pictures para su composición. En la imagen, unos gatos.

Japanese Whispers es el tercer álbum recopilatorio de la banda británica de rock, The Cure. Fue lanzado al mercado en 1983 en el Reino Unido. Esencialmente es una colección de los sencillos «Let's Go to Bed», «The Walk» y «The Lovecats», y de sus respectivas caras B.

## Antecedentes y grabación
Tras el incidente entre Robert Smith y Simon Gallup durante la gira del Pornography, Fourteen Explicit Moments, en donde llegaron a pelearse en un pub de Francia, The Cure se disuelven. Uno de los últimos comentarios que no le toleró Smith al bajista fue cuando éste le recriminó que Pornography debería haberse titulado Sex. Smith se dio cuenta en aquel momento de que Gallup no había entendido nada sobre el LP en el que habían estado literalmente inmersos durante cerca de un año.
Es entonces cuando se produce el punto de inflexión más importante en la historia de la banda. A partir de ese momento, The Cure se convierte en una apuesta entre Smith y Chris Parry, el propietario del sello Fiction Records y descubridor del grupo. Parry reta a Smith a componer otro éxito al estilo de Boys Don't Cry y que asciendiera hasta la lista de los veinte más vendidos. Smith le dijo al capo de Fiction que dejara de presionarle de esa manera. No obstante, el guitarrista entrega a la discográfica el sencillo «Let's Go to Bed» que supone un cambio de registro tanto a nivel emocional como creativo en las letras y en la música de The Cure. «Let's Go To Bed» es una canción alegre, vitalista y divertida aunque no llegara a tener mucha trascendencia en el momento de su publicación. 
Por aquel entonces, los integrantes originales de The Cure habían quedado reducidos a dueto: Robert Smith y Laurence Tolhurst. Para componer estas nuevas canciones, Smith reclutó a varios músicos de sesión, entre ellos a los bateristas Andy Anderson y Steve Goulding, y al bajista Phil Thornalley para grabar el conjunto de canciones compiladas en Japanese Whispers. El estilo de todas ellas viene marcado por una clara influencia tecno-pop y del rock de fusión como el ska, con ciertos aires de los Madness o de los Dexys Midnight Runners.

## Gira
Tras una corta gira con Siouxsie And The Banshees, Smith tuvo que reunir a su antigua banda para tocar algunas canciones de The Cure en el Oxford Road Show ante las miradas curiosas de los fanes a lo que Smith declaró con posterioridad: "Aunque el grupo no existía como tal, me obligaron a hacer algo... Después de un año todo empezó de nuevo porque quería volver a cantar esas canciones...".

## Recopilaciones
El propio Robert Smith ha señalado que su voluntad es que el álbum no sea reeditado como la mayoría de sus álbumes de estudio, ya que nunca ha sido considerado por la banda como un álbum propiamente dicho sino una mera compilación de sencillos, aunque muchos de los fans lo consideran como un disco más de su discografía. No obstante, todos los títulos de este álbum están remasterizados e incluidos en la compilación Join the Dots: B-Sides & Rarities 1978–2001 (The Fiction Years). Parte de las canciones de este disco se encuentran también en la compilación Greatest Hits.

## Recepción

### Posiciones y certificaciones
| Año  | Lista | Posición | Certificación  |
| ---- | ----- | -------- | -------------- |
| 1983 | UK    | 26       | Disco de Plata |
| 1983 | USA   | 181      | —              |
| 1983 | NZ    | 8        | —              |

## Lista de canciones
| N.º | Título              | Duración |  |
| 1.  | «Let's Go to Bed»   | 3:34     |  |
| 2.  | «The Dream»         | 3:13     |  |
| 3.  | «Just One Kiss»     | 4:09     |  |
| 4.  | «The Upstairs Room» | 3:31     |  |
| 5.  | «The Walk»          | 3:30     |  |
| 6.  | «Speak My Language» | 2:41     |  |
| 7.  | «Lament»            | 4:20     |  |
| 8.  | «The Lovecats»      | 3:40     |  |

Nota: Todas las canciones fueron escritas por The Cure: (Smith/Tolhurst), excepto «The Dream», «Lament» y «The Lovecats», escritas por Robert Smith.

## Sencillos y lados B
| N.º | Título | Duración |  |
| 1.  | «Let's Go to Bed» (publicado el 23 de noviembre de 1982)                                                       | 3:34     |  |
| 2.  | «Just One Kiss» (lado B del sencillo Let's Go to Bed)                                                          | 4:09     |  |
| 3.  | «The Walk» (publicado el 5 de julio de 1983)                                                                   | 3:30     |  |
| 4.  | «The Dream» (lado B del sencillo The Walk)                                                                     | 3:13     |  |
| 5.  | «The Upstairs Room» (lado B de la versión 12" del sencillo The Walk)                                           | 3:31     |  |
| 6.  | «Lament» (lado B extra de la versión 12" del sencillo The Walk)                                                | 4:20     |  |
| 7.  | «The Lovecats» (publicado el 25 de octubre de 1983)                                                            | 3:40     |  |
| 8.  | «Speak My Language» (lado B del sencillo The Lovecats)                                                         | 2:41     |  |
| 9.  | «Mr. Pink Eyes» (lado B extra de la versión 12" del sencillo The Lovecats - no compilada en Japanese Whispers) | 2:45     |  |

## Créditos
| The Cure - Robert Smith – Voz, guitarra, bajo, teclado - Laurence Tolhurst – Caja de ritmos, teclado - Phil Thornalley – Contrabajo (en «Speak My Language» y «Lovecats») - Andy Anderson – Batería (en «Speak My Language» y «Lovecats») - Steve Goulding – Batería (en «Let's Go to Bed" y «Just One Kiss») | Producción - Canciones producidas por Chris Parry: 1, 3 (*) - Canciones producidas por Steve Nye: 2, 4, 5, 7 (*) - Canciones producidas por Phil Thornalley, Chris Parry y Robert Smith: 6, 8 (*) - Publicado por: APB Music Ltd. - Diseño de la cubierta: Robert Smith (*) Según el orden el álbum original. |